# さすらいの競馬ギャンブラー!旅情篇
『さすらいの競馬ギャンブラー!旅情篇』（さすらいのけいばギャンブラー りょじょうへん）は、2009年4月から10月にかけてMONDO21（のちのMONDO TV）で放送された競馬番組。
本項では、2015年3月よりMONDO TVで続編として放送されている『さすらいの競馬ギャンブラー2』についても述べる。

## 概要
競馬評論家の須田鷹雄と女性アシスタント（1stシーズンはいとうあこ、2ndシーズンは小林ひろみ）の2人が、日本各地の競馬場を旅打ちしながら合計100レースの馬券勝負を行い、番組開始当初に渡された軍資金100万円をどこまで増やせるかに挑むという内容。対象は中央競馬のほか、地方競馬、ばんえい競馬を対象とすることもあった。番組では単に馬券勝負を行うだけでなく、各競馬場内の名物やいわゆるB級グルメの紹介、温泉をはじめとする競馬場周辺の観光スポット紹介なども行っていた（これらは主にアシスタントが担当）。
なお1stシーズンは、馬券の収支として軍資金を完全に使い果たす（厳密には残金70円）惨敗に終わっている。須田は、この番組に出演しあまりにも的中しない（100R中的中は17R、ただし的中しても収支がマイナスとなったレースもある）姿を放送されたことで「予想家生命を絶たれた」とまで語っている。
2012年現在もMONDO TVで再放送が行われているが、須田はこの点についても「新しい番組やらせてくれないなら、そろそろ再放送もご勘弁願えないかな」とブログで愚痴をこぼしている。